# 世界中に花束を
「世界中に花束を」（せかいじゅうにはなたばを）は、THE BACK HORNの配信限定シングル。2011年3月30日配信開始。

## 解説
バンド初の配信限定シングル。
同年3月11日に発生した東北地方太平洋沖地震により被災した現地の人々を見守り祈り続けるよりも、自分達に出来ることは無いかと、福島・茨城出身者を含むメンバーで考えた結果生まれた楽曲であり、配信限定シングルとして緊急配信された。この楽曲の収益金は、東日本大震災の被災者に対する義援金として日本赤十字社を通じて寄付された。

## 収録曲
1. 世界中に花束を
作詞・作曲・編曲：THE BACK HORN

## 収録アルバム
- オリジナルアルバム『リヴスコール』（New Recording、2012年6月6日）